# Henschel HS 115 A
Der Henschel HS 115 A des Herstellers Henschel & Sohn ist ein militärischer Lkw der 5-t-Klasse. Er wurde in der Bundeswehr in den Jahren 1956 und 1957 als Überbrückungslösung bis zum Zulauf der Typen Mercedes LG 315/46 und MAN 630 im Jahr 1958 beschafft.

## Beschaffung
Die Zielsetzung der Bundeswehr mit ihrer Aufstellung, die Fahrzeugklasse geländegängiger Lkw mit 5 t Nutzlast ausschließlich über einen Hersteller zu beziehen, ließ sich nicht verwirklichen.
Grund war das sich gerade in der Bundesrepublik Deutschland ereignende „Wirtschaftswunder“ mit einhergehenden knappen industriellen Produktionsressourcen. Die 1956 getroffene Entscheidung, ausschließlich Lkw der Typen Mercedes LG 315/46 und MAN 630 zu beschaffen, erforderte einer Überbrückungslösung mit marktverfügbaren Fahrzeugen.
Zwar konnte ein Teil des Erstbedarfs der Truppe an Lkw durch Übernahme von Fahrzeugen des Bundesgrenzschutzes gedeckt werden, gerade das Segment geländegängiger Lkw in der 5-t-Klasse war jedoch nicht vorhanden. So trat vor allem ein zwingender Bedarf in der Feldartillerie für geeignete Zugmaschinen auf.

## Verwendung
1956 und 1957 wurden so ca. 400 Henschel HS 115 A beschafft, die hauptsächlich als Zugmaschine für
- die Feldhaubitze 105 mm und
- die Feldhaubitze 155 mm

genutzt wurden.
Man erkannte schnell, dass die Lkw nur bedingt für ihren Einsatzzweck geeignet waren und gab die Fahrzeuge nach Zulauf der Mercedes LG 315/46 und MAN 630 aus dem Feldheer an das Territorialheer ab.
Sie wurden noch als Fahrschulfahrzeuge verwendet und bis Mitte der sechziger Jahre ausgesondert. Wie auch bei anderen ausgesonderten Militär-Lkw, fanden auch einige Fahrzeuge den Weg in Organisationen des Katastrophenschutzes.

## Henschel HS 115 A im Museum
Ein Fahrzeug wird in der Wehrtechnischen Studiensammlung in Koblenz ausgestellt. Dieses Fahrzeug wurde als Rüstsatzträger für das Argus-Programm, verwendet. Es ist mit einer dafür vorgesehenen Tankausstattung sowie einer Fesselanlage zur Bedienung der Drohne ausgestattet.